# Wilhelm Busch – Die Trickfilm-Parade: Max und Moritz und andere Streiche
Wilhelm Busch – Die Trickfilm-Parade: Max und Moritz und andere Streiche ist ein deutsch-britischer Zeichentrickfilm der Jahre 1975 bis 1977 von Hermann Leitner. Die Vorlage stammt von Wilhelm Busch. Als Sprecher konnten Heinz Rühmann und Theo Lingen, dessen letzte Kinoarbeit dies war, gewonnen werden. Der gebürtige Ungar John Halas zeichnete für die Animation verantwortlich.

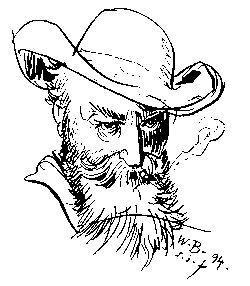
Autor der humoristischen Vorlage: Wilhelm Busch, hier in einem Selbstporträt von 1894

## Handlung
„Max und Moritz“ sowie sieben weitere Geschichten Wilhelm Buschs wurden als kurze Animationsfilme zu diesem 85 Minuten langen Kinofilm, an dessen Herstellung drei deutsche Produktionsfirmen und eine britische Gesellschaft beteiligt gewesen waren, zusammengestellt.

## Produktionsnotizen
Wilhelm Busch – Die Trickfilm-Parade: Max und Moritz und andere Streiche entstand zwischen dem 1. März 1975 und dem 1. Oktober 1977 im Studio Hamburg.  Drehorte waren Buschs Geburtsort Wiedensahl und die Gemeinde Ebergötzen. Die Fertigstellung dieses Films erfolgte im März 1978, die Uraufführung fand in vier deutschen Städten (Hamburg, Köln, Nürnberg, Braunschweig) am 15. Mai 1978 statt.
Heinz Rühmann sprach die „Max und Moritz“-Passagen, Theo Lingen den Hans Huckebein.
Herbert Kirchhoff zeichnete für die Filmbauten verantwortlich. Produzent Hans-Adolf Seeberg übernahm auch die Produktionsleitung. Es sang Sylvia Vrethammar. Das Lied „Wilhelm Busch“ entstammte der Feder Rolf Zuckowskis.

## Kritik
Im Lexikon des Internationalen Films heißt es: „Ein recht sorgfältig in Bewegung gesetzter, aber insgesamt nicht sonderlich origineller Zeichentrickfilm, der die Fantasie-Entfaltung jugendlicher Zuschauer durch die überzogene Interpretation der Erzähler Heinz Rühmann und Theo Lingen nicht gerade fördert.“